# Kozara
Kozara – pasmo górskie w Bośni i Hercegowinie, w Republice Serbskiej, część Gór Dynarskich, najwyższy szczyt: Lisina (977 lub 978 m n.p.m.).

## Topografia
Pasmo jest położone na północy Bośni i Hercegowiny, rozciąga się na odcinku około 35-40 km (według innego źródła pasmo ma długość ponad 50 km) z zachodu na wschód, ma szerokość od 10 do 18 km;  wysokość od 400 m n.p.m., najwyższy szczyt to Lisina (977 lub 978 m n.p.m.). Kozara stanowi wewnętrzną część Gór Dynarskich. Ukształtowanie terenu bardzo urozmaicone, naprzemiennie występują głęboko wcięte doliny, górskie grzbiety i odosobnione szczyty. 

### Szczyty
- Lisina(inne języki)[5] (977[1] lub 978[4] m n.p.m.)
- Mali Vis ( 898 m n.p.m.)[7]
- Raštovac ( 876 m n.p.m.)[7]
- Gola planina (874 m n.p.m.)[7]
- Krnjin ( 841 m n.p.m.)[7]
- Vinogreč (816 m n.p.m.)[6]
- Mrakovica (806 m n.p.m.)[6]
- Glavuša (793 m n.p.m.)[6]
- Cerik (745 m n.p.m.)[6]
- Jarčevica (736 m n.p.m.)[6]
- Kriva strana (723 m n.p.m.)[6]
- Slatinka glava (710 m n.p.m.)[6]

## Geologia
Pasmo złożone głównie ze starszych skał z paleozoiku i prekambru. Często występują wapienie i dolomity. W południowej części gór odsłonięciu uległy ofiolity ze strefy Wardaru, natomiast w części północnej na ofiolitach ze strefy Wardaru spoczywa jednostka magmowa, która powstawała od późnej kredy do wczesnego paleogenu, w tej części występują gabra, dajki diabazowe, bazaltowe lawy poduszkowe, ryolity.

## Hydrografia
Wody z północnej części Kozary należą do dorzecza Sawy i Uny, natomiast wody z części południowo-zachodniej należą do dorzecza Sany.

## Ekologia
Flora Kozary nie została w pełni zbadana, obejmuje jednak co najmniej 865 gatunków roślin. Fauna tego pasma również nie została w pełni zbadana, stwierdzono występowanie m.in. wilka szarego, żbika europejskiego. Część pasma Kozary została objęta ochroną jako Park Narodowy Kozara (jeden z dwóch parków narodowych Republiki Serbskiej) o powierzchni 3494,5 ha.

## Galeria

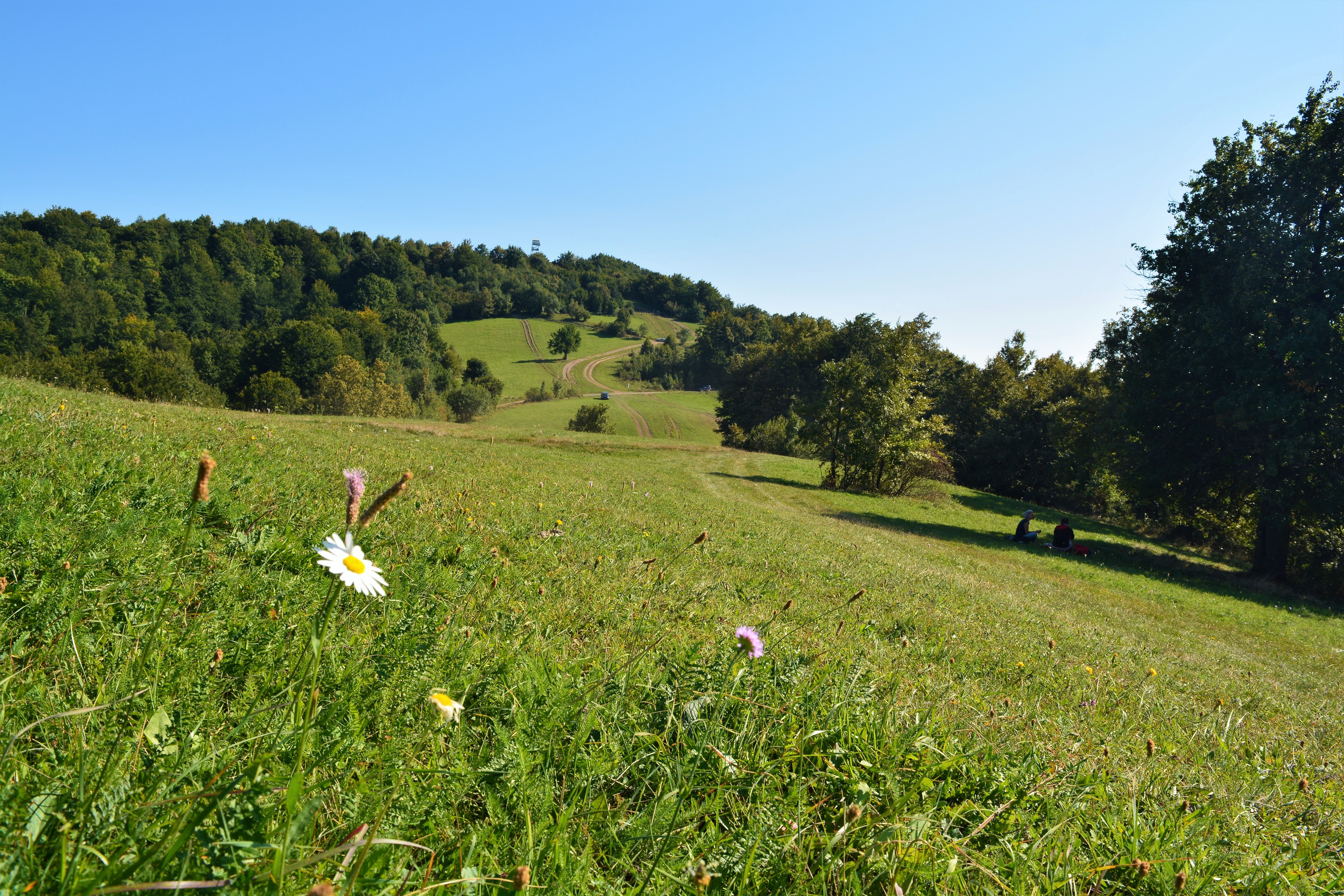
Gola planina
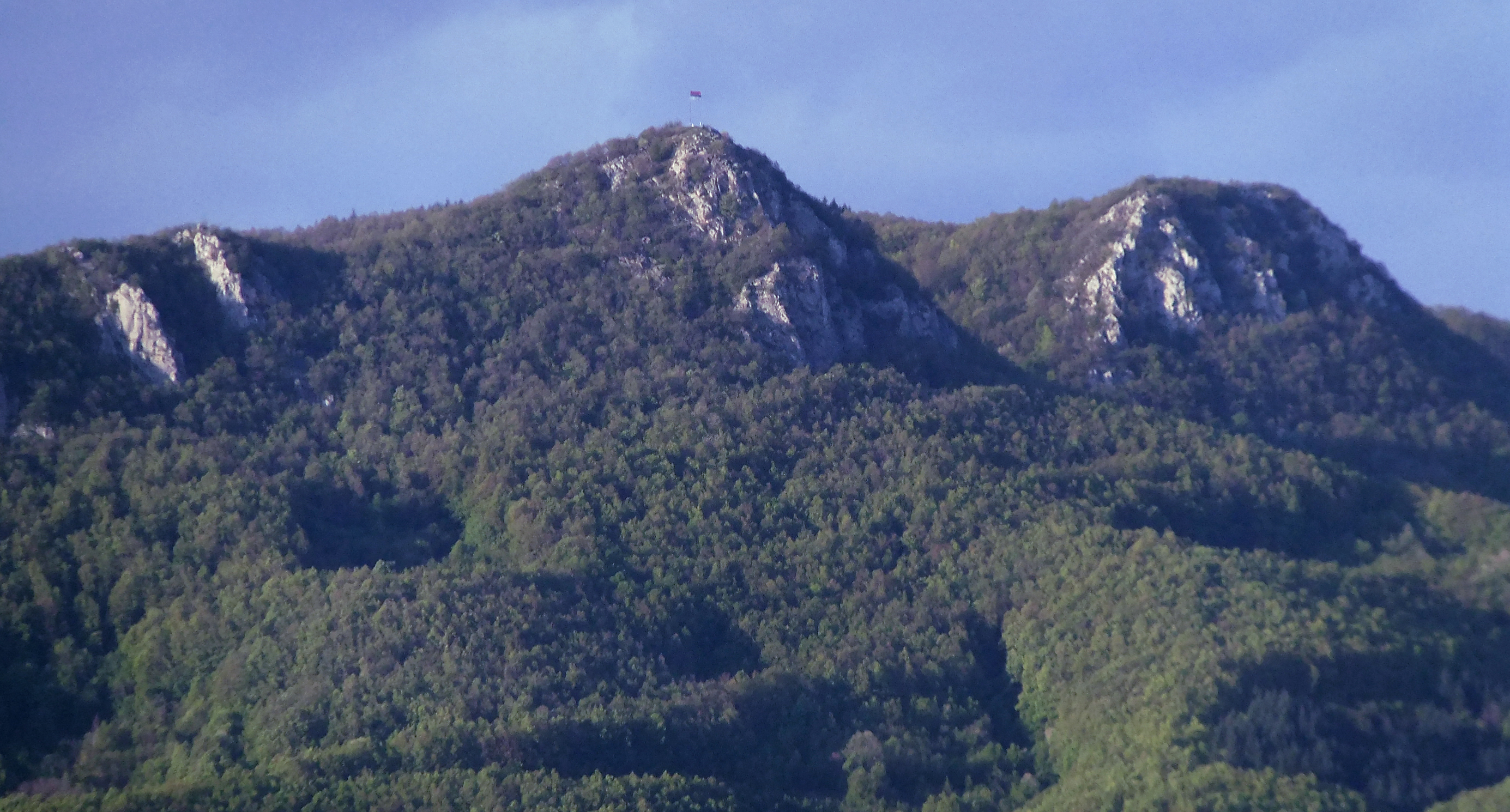
Kozarački kamen
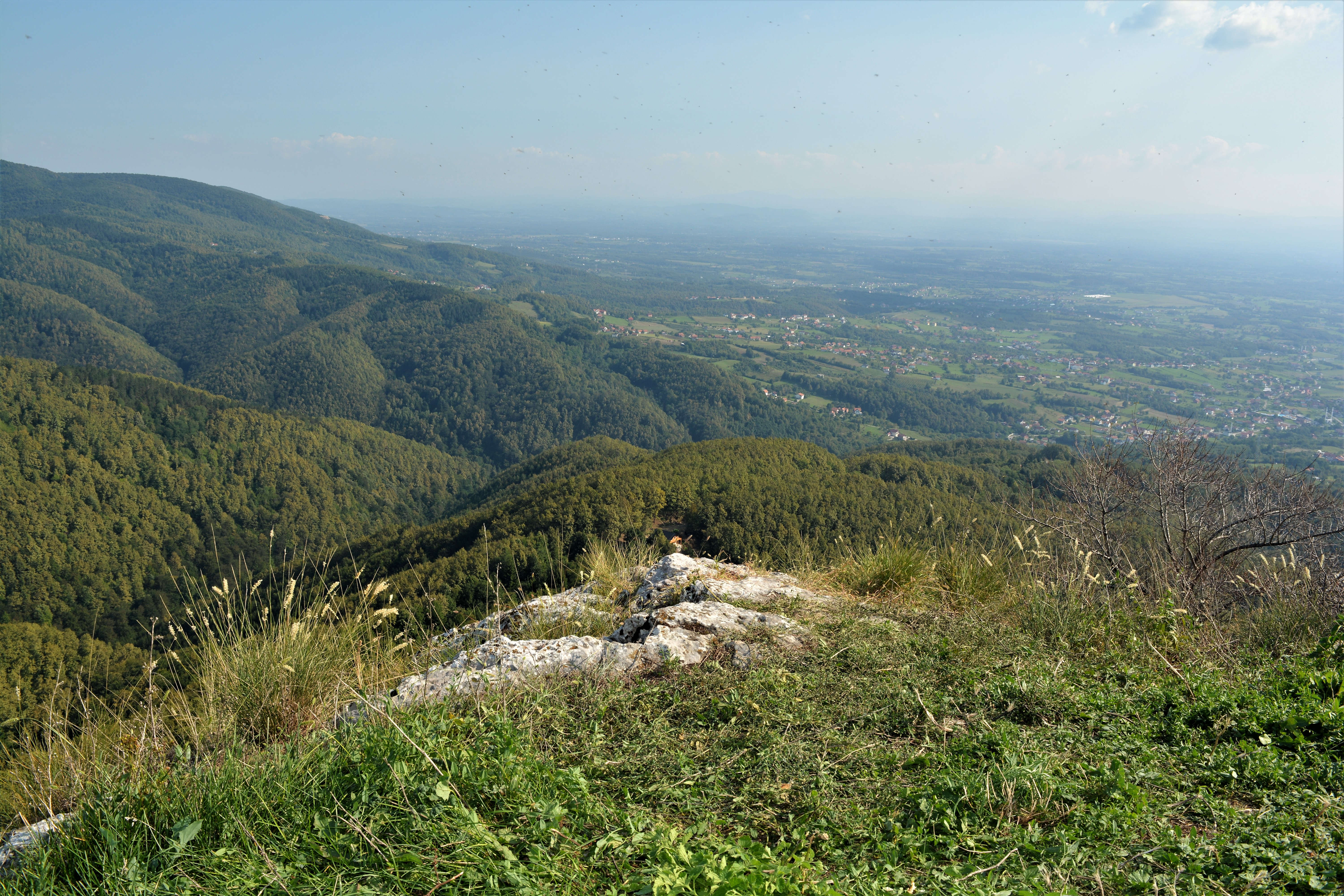
Widok z Kozaračkiego kamena
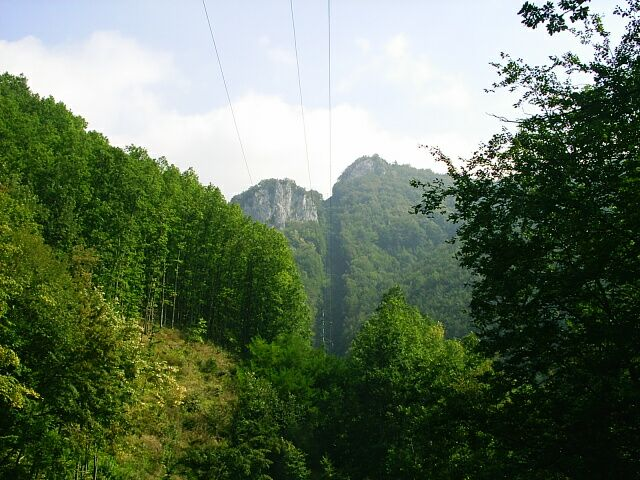
Zečiji kamen
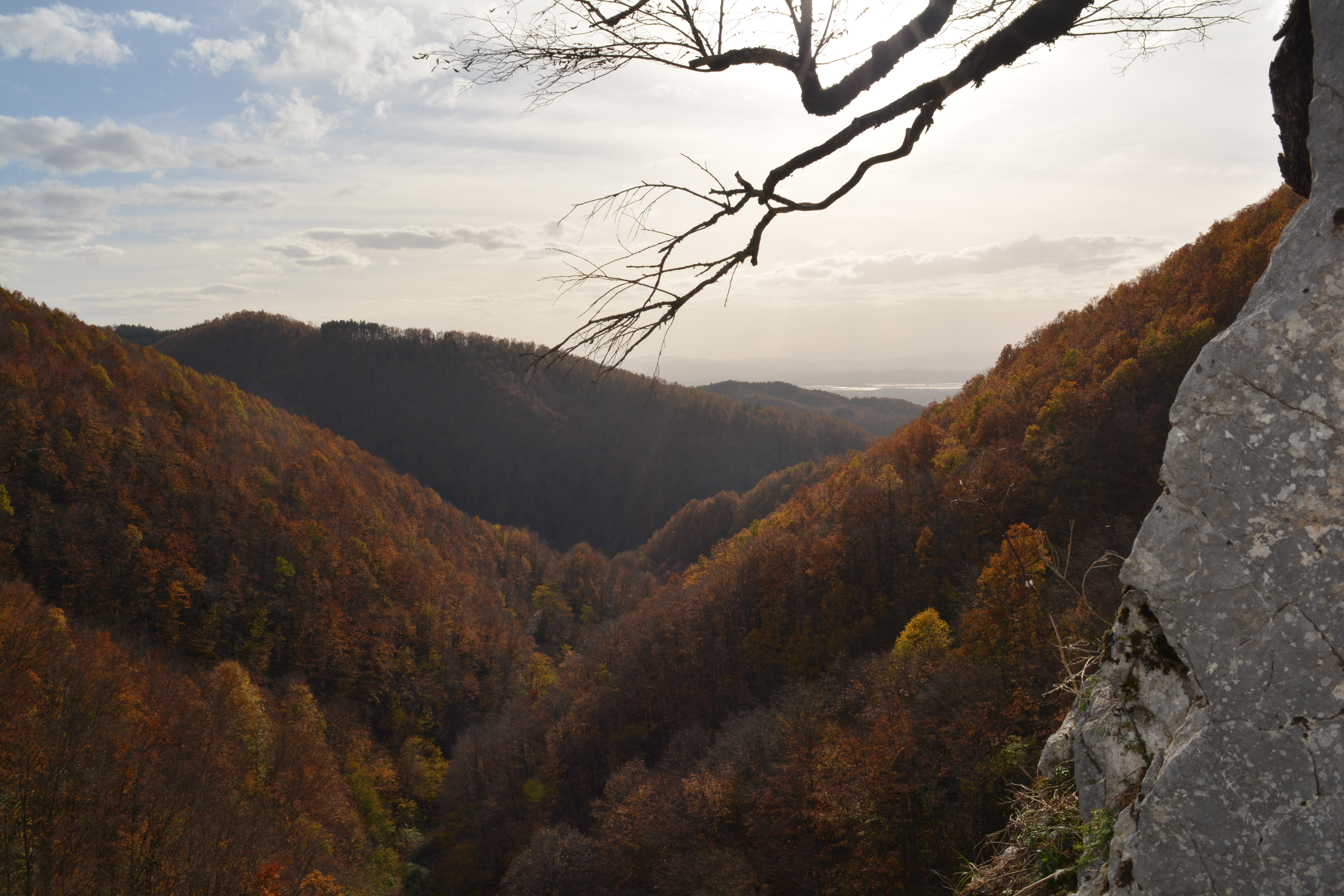
Widok z Zečijiego kamena
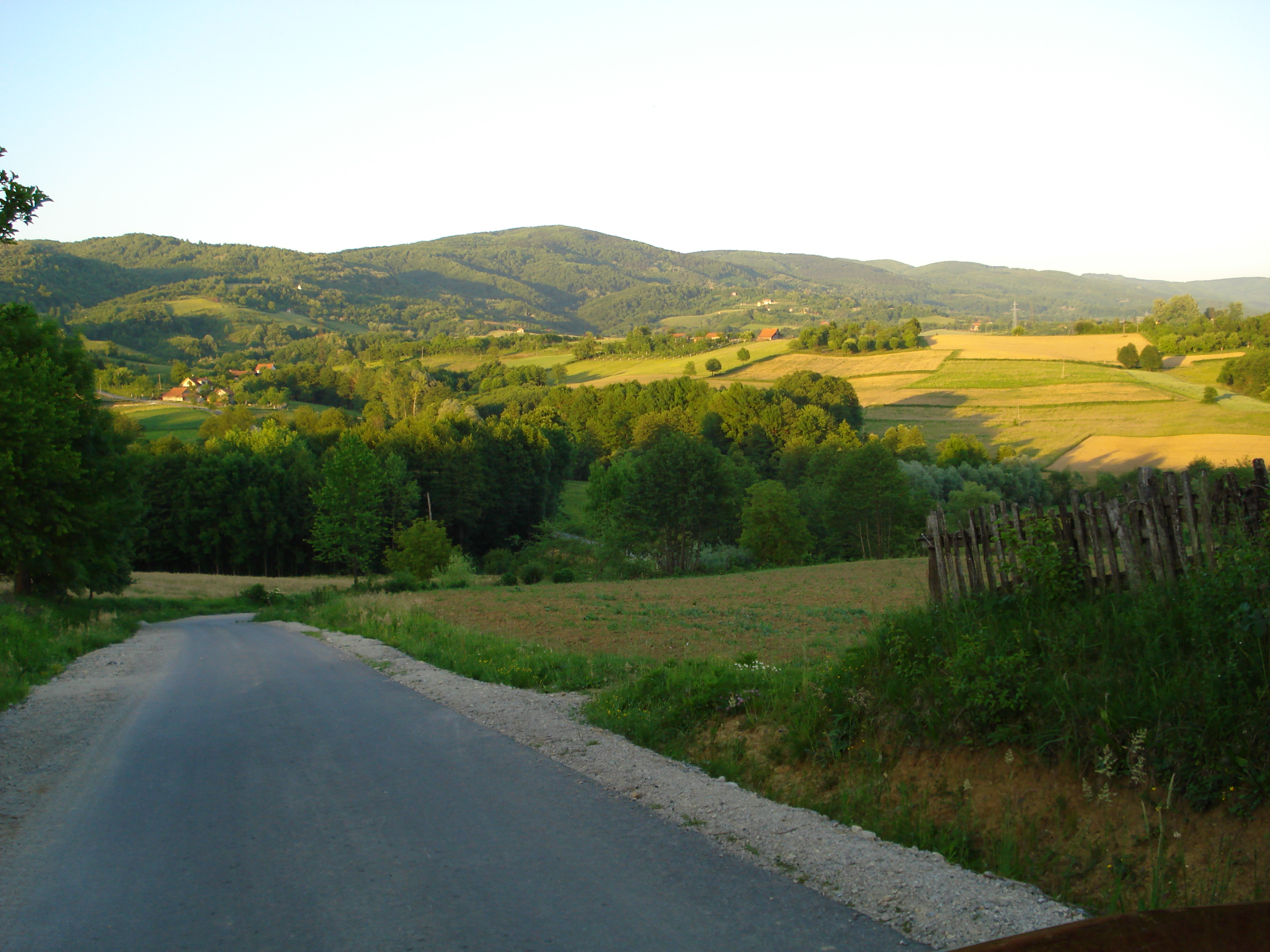
Wieś Veliko Palančište